# Pestovo
Pestovo (en rus : Пестово) és una ciutat de l'óblast de Nóvgorod, a Rússia, i el centre administratiu del raion de Pestovo. Està situada a la vora del riu Mologa, al Planell de Valdai, a 263 km a l'est de Nóvgorod, la capital de l'Óblast. La seva població era de 14.032 habitants l'any 2021.

## Història
El poble de Pestovo és nomenat per primera vegada als registres conservats en 1495. El seu desenvolupament econòmic començaria el 1918, gràcies a la construcció d'una estació d'un dels ferrocarrils que uneixen Sant Petersburg amb Moscou, alternatiu al més antic, anomenat originalment Ferrocarril de Nikolái. Té estatus de ciutat des del 1965.

## Demografia
| 1959   | 1970   | 1979   | 1989   | 2002   | 2007   |
| ------ | ------ | ------ | ------ | ------ | ------ |
| 14 200 | 15 800 | 15 500 | 15 900 | 15 990 | 15 725 |

## Indústria
En Pestovo hi ha una fàbrica de cases prefabricades i contenidors habitables, una serreria de l'empresa finlandesa UPM-Kymmene i altres empreses que processen fusta. També existeix a la ciutat una central lletera.